# 3 Feet High and Rising
Az 1989-es 3 Feet High and Rising a De La Soul hiphop trió debütáló nagylemeze. Kereskedelmi siker volt, a kritikusok is dicsérték. Olyan slágerek szerepeltek rajta, mint a Me Myself and I, a The Magic Number, a Buddy és az Eye Know. Az album címét Johnny Cash Five Feet High and Rising dalának egy sora ihlette.
Szerepel az 1001 lemez, amit hallanod kell, mielőtt meghalsz című könyvben.

## Az album dalai
|     | Cím                                                       | Hossz |
| --- | --------------------------------------------------------- | ----- |
| 1.  | Intro                                                     | 2:17  |
| 2.  | The Magic Number                                          | 3:14  |
| 3.  | Change in Speak                                           | 2:33  |
| 4.  | Cool Breeze on the Rocks                                  | 0:46  |
| 5.  | Can U Keep a Secret                                       | 1:38  |
| 6.  | Jenifa Taught Me (Derwin's Revenge)                       | 3:25  |
| 7.  | Ghetto Thang                                              | 3:35  |
| 8.  | Transmitting Live From Mars                               | 1:06  |
| 9.  | Eye Know                                                  | 4:06  |
| 10. | Take It Off                                               | 1:53  |
| 11. | A Little Bit of Soap                                      | 0:47  |
| 12. | Tread Water                                               | 3:54  |
| 13. | Potholes in My Lawn                                       | 4:14  |
| 14. | Say No Go                                                 | 4:20  |
| 15. | Do as De La Does                                          | 1:58  |
| 16. | Plug Tunin'                                               | 4:13  |
| 17. | De La Orgee                                               | 1:11  |
| 18. | Buddy (közreműködik a Jungle Brothers és Q-Tip)           | 4:56  |
| 19. | Description                                               | 1:24  |
| 20. | Me Myself and I                                           | 3:41  |
| 21. | This Is a Recording 4 Living in a Fulltime Era (L.I.F.E.) | 3:16  |
| 22. | I Can Do Anything (Delacratic)                            | 0:40  |
| 23. | D.A.I.S.Y. Age                                            | 3:58  |

## Közreműködők
- hangszerelés – De La Soul, Prince Paul, Trugoy the Dove
- producerasszisztens – De La Soul
- hangmérnök – Bob Coulter, Sue Fisher
- hangmérnökasszisztens – Greg Arnold
- design – Steven Miglio
- keverés – Prince Paul, Al Watts
- közreműködő zenészek – Jungle Brothers, Q-Tip
- producer – Prince Paul